# Vlaamse Vereniging Autisme
De Vlaamse Vereniging Autisme (VVA) is een Vlaamse vereniging die de belangen behartigt van ouders, familieleden en personen zelf met een autismespectrumstoornis. De maatschappelijke zetel van de vereniging is gevestigd in Gent.
De voorloper van de vereniging werd in 1975 opgericht door ouders van autistische kinderen nadat ze met heel wat onbegrip te maken hadden gekregen. Deze Belgische vereniging werd in 1980 opgesplitst en er werd een Vlaamse vereniging opgericht. In 1986 kreeg deze de naam Vlaamse Vereniging Autisme. De vereniging betaalt haar werking onder meer met contributies, giften, fondsenwerving en overheidssubsidies.
De vereniging organiseert infoavonden, gespreksavonden, inleefmomenten, cursussen, workshops, voordrachten en sport- en ontspanningsactiviteiten. Aan de maatschappelijke zetel in Gent is het Infohuis autisme gevestigd waar mensen vrijblijvend welkom zijn om informatie te zoeken en vragen te stellen. Er wordt een tweemaandelijks tijdschrift uitgegeven voor de leden en er is ook een trimestriële kalender die in drukvorm of als elektronische versie verkregen kan worden. Verder wordt er ook een autisme telefoon bemand.
De vereniging voert sensibiliseringscampagnes naar het grote publiek toe, met radio- en televisie spots en door middel van het plaatsen van advertenties en artikels in kranten en tijdschriften.